# Caenolimonia
Caenolimonia is een ondergeslacht van het geslacht van insecten Dicranomyia binnen de familie steltmuggen (Limoniidae).

## Soorten
- D. (Caenolimonia) amaryllis (Alexander, 1944)
- D. (Caenolimonia) angustiviria (Alexander, 1979)
- D. (Caenolimonia) brachycantha (Alexander, 1945)
- D. (Caenolimonia) combostena (Alexander, 1967)
- D. (Caenolimonia) contradistincta (Alexander, 1936)
- D. (Caenolimonia) curvispinosa (Alexander, 1979)
- D. (Caenolimonia) distantia (Alexander, 1971)
- D. (Caenolimonia) galbipes (Alexander, 1967)
- D. (Caenolimonia) interstitialis (Alexander, 1940)
- D. (Caenolimonia) meconeura (Alexander, 1962)
- D. (Caenolimonia) melaxantha (Alexander, 1934)
- D. (Caenolimonia) meridensis (Alexander, 1940)
- D. (Caenolimonia) neorepanda (Alexander, 1964)
- D. (Caenolimonia) orthogonia (Alexander, 1945)
- D. (Caenolimonia) osterhouti (Alexander, 1912)
- D. (Caenolimonia) paprzyckii (Alexander, 1941)
- D. (Caenolimonia) translucida (Alexander, 1912)
- D. (Caenolimonia) xanthomela (Alexander, 1962)